# Margaretha von Waldeck
Margaretha von Waldeck (* 1533; † 15. März 1554 in Brüssel) war eine Gräfin aus dem Haus Waldeck. 

## Leben
Margaretha war die zweite Tochter und das sechste Kind des Grafen Philipp IV. von Waldeck-Wildungen (1493–1574) und dessen erster Frau, Margarethe von Ostfriesland (1500–1537). Laut Dokumenten im Stadtarchiv von Bad Wildungen war sie als außergewöhnlich schön bekannt und hatte eine Stiefmutter, Katharina von Hatzfeldt-Wildenburg (* 1487 † 30. April 1546). Als Margaretha etwa 16 Jahre alt war, schickte ihr Vater sie an den Hof von Maria von Kastilien, der Schwester Kaiser Karls V. und Statthalterin der Niederlande, in Brüssel, wo er für sie eine standesgemäße Heirat zu arrangieren hoffte. Gleichzeitig sollte sie wohl auch auf die Freilassung des hessischen Landgrafen Philipp hinwirken, der wegen seiner Teilnahme am Schmalkaldischen Krieg von Karl V. in Brüssel gefangen gehalten wurde. Margaretha reiste über das Siebengebirge zum Rhein. Doch es kam zu Schwierigkeiten, als sich mehrere hochrangige Persönlichkeiten wie Graf Lamoral von Egmond und vor allem Prinz Philipp II., der aber von seinem Vater Karl V. mit Maria Tudor verheiratet werden sollte, um Margaretha bemühten. Ihre Gesundheit wurde zusehends schlechter und sie starb am 15. März 1554 im Alter von 21 Jahren. Sie wurde wohl in Brüssel beigesetzt. In der Heimatchronik von Waldeck findet man den Vermerk, sie sei vergiftet worden. Eine Vergiftung durch Arsen könnte die zittrige Schrift ihres Testaments erklären.

## Trivia
Margarethes Schicksal stellt nach Ansicht des hessischen Heimatforschers Eckhard Sander die Grundlage für den Stoff des Märchens Schneewittchen dar. Den Wohnort der sieben Zwerge verortet Sander im ehemaligen Kupferbergwerksdorf Bergfreiheit, einem heutigen Stadtteil von Bad Wildungen, das sich demzufolge als „Schneewittchendorf“ vermarktet. Der Bezug auf die sieben Zwerge wird in diesem Zusammenhang auf die angebliche Kinderarbeit im Bergwerk zurückgeführt, die sieben Berge sollen die Hügel des Kellerwaldes zwischen Bad Wildungen und Bergfreiheit darstellen.